# Marcador del discurso
Los marcadores del discurso, también llamados «enlaces extraoracionales» por Samuel Gili Gaya, o conectores argumentativos o extraoracionales, procesadores textuales, etc., son «unidades lingüísticas invariables, que no ejercen una función sintáctica en el marco de la predicación oracional, pues son elementos marginales y poseen un cometido coincidente en el discurso: el de guiar, de acuerdo con sus distintas propiedades morfosintácticas, semánticas y pragmáticas, las inferencias que se realizan en la comunicación».
Típicamente los marcadores discursivos se separan con comas, pues son elementos extraoracionales, es decir, no son parte de ninguna oración.
Se utilizan mucho en, por ejemplo, textos argumentativos 
Desde una lingüística aplicada de corte discursivo, la finalidad de los marcadores se centra en “proporcionar cohesión y estructura, y en servir de guía o instrucción para la interpretación del sentido.

## Marcadores del discurso en español

### Características
Samuel Gili Gaya señalaba ya algunas de las características propias de estas partículas: 
1. Su vinculación a nociones externas a la predicación oracional.
2. Su carácter invariable.
3. La heterogeneidad de su entidad categorial: conjunciones, frases conjuntivas, interjecciones, etc.
4. La versatilidad distribucional de muchos de ellos (ocupan la posición inicial, medial o final del miembro discursivo en el que comparecen).
5. Su peculiaridad significativa: contribuyen a establecer lo que el autor denomina coherencia, y alcanzan una pluralidad de valores semánticos en combinación, frecuentemente, con los rasgos suprasegmentales adecuados (la entonación, sobre todo).
6. Pueden asignarse a registros distintos, que en unos casos son más propios del discurso escrito (sin embargo, no obstante, por consiguiente, ...) y en otros son más bien propios del discurso oral: pues, así que, etc.
7. Llegan  a constituir meros apoyos de la elocución o «muletillas» en el habla coloquial.

### Tipología
José Portolés y María Antonia Martín Zorraquino distinguen cinco tipos de marcadores discursivos, cada uno con sus diversos subtipos: estructuradores de la información, conectores, reformuladores, operadores argumentativos y marcadores conversacionales.
- A- Estructuradores de la información (comentadores, ordenadores de apertura, de continuidad , de cierre y digresores)
- B- Conectores (aditivos, consecutivos y contraargumentativo)
- C- Reformuladores (explicativos, rectificativos, distanciadores, recapitulativos)
- D- Operadores argumentativos (de refuerzo y concreción)
- E- Marcadores conversacionales (epistémicos –de evidencia o bien orientadores de fuente- y deónticos, enfocadores de alteridad y metadiscursivos conversacionales)

#### Estructuradores de la información
Para desarrollar la información contenida en un discurso
- Comentadores, que "presentan un nuevo comentario": pues (sin pausa después), pues  bien, (que asume lo anterior para lo que sigue) así las cosas (que no asume lo anterior para lo que sigue), dicho esto/eso, etc.

-¿Conocía a Soleiro?
-¿Un cojo que iba a Mondoñedo al mercado?
-Él mismo. Pues se le apareció a su mujer en forma de cuervo.
- Ordenadores, que "agrupan varios miembros como partes de un solo comentario; de uso más frecuente en el texto escrito que en el oral. Por lo general se basan en la numeración (primero.. segundo) en el espacio (por un lado, por otro lado..., por una parte... por otra; de un lado... de otro) o en el tiempo (después, luego, en fin, finalmente...). Algunos de ellos forman pares correlativos, incluso mixtos de espacio y número o tiempo.

Hay de tres tipos:
- Ordenadores que marcan apertura. Sirven para abrir una serie: en primer lugar, por una parte, por un lado, de una parte, de un lado...

- Ordenadores que marcan continuidad. Indican que el miembro al que acompañan forma parte de una serie de la que no es ni el principio: en segundo/tercer/cuarto... lugar, por otra (parte), por otro (lado), por su parte, de otra (parte), de otro (lado), asimismo, igualmente, de igual forma/modo/manera, luego, después...

- Ordenadores que marcan cierre. Señalan el fin de una serie discursiva: Por último, en último lugar, en último término, en fin, por fin, finalmente.

Algunos ordenadores, si van en incisos, se aproximan a los digresores, como es el caso de por otra parte, por otro lado y por lo demás.
"Por su parte" carece de marcador de apertura y no se encuentra totalmente gramaticalizado como tal.
El marcador de cierre "por lo demás" jerarquiza su miembro como de menor importancia que los anteriores.
"En parte" se repite en el discurso como marcador de apertura el primero y de continuidad el segundo.
"De igual modo/forma/manera/suerte" están también poco gramaticalizados.
- Digresores, "introducen un comentario lateral en relación con el tópico principal del discurso": Por cierto, a propósito, a todo esto (que introduce un miembro que pide información que en ese momento del discurso ya se debería conocer), y, menos gramaticalizados, dicho sea de paso, dicho sea, entre paréntesis, otra cosa (que sirve para introducir otro tema sin ceder el turno de palabra), etc.

#### Conectores
Son "unos marcadores discursivos que vinculan semántica- y pragmáticamente un miembro del discurso con otro anterior”. A veces, el primer miembro puede ser situacional o contextual, implícito. Un niño puede mostrarle a otro su coche de juguete y decirle "Además, tiene sirena". Portolés distingue los siguientes:
- Conectores aditivos, que "unen a un miembro discursivo anterior otro con la misma orientación argumentativa", lo que permite inferir conclusiones que de otro modo no se alcanzarían. Hay de dos tipos:
  - Los que ordenan ambos miembros discursivos en la misma escala argumentativa (incluso -que indica que el argumento que sigue es más fuerte que el primero: por eso puede decirse: "Debemos llevar al niño al hospital. Tiene mucha fiebre e, incluso, ha comenzado a delirar", pero no *"Debemos llevar al niño al hospital, ha comenzado a delirar e, incluso, tiene mucha fiebre"-, inclusive y es más -que también potencia el argumento siguiente respecto al que precede-)
  - Los que no cumplen esta condición (además, y encima -que presenta el miembro anterior como argumento suficiente para una conclusión determinada y, a diferencia de además, puede incluir una conclusión opuesta: "Se te compra una cosa y, encima, lloras"-, aparte -propio de la lengua coloquial: "No iré a ver esa película. Es larga y aburrida. Aparte, he quedado para ir a la disco", por añadidura (que conecta con un miembro anterior y más frecuentemente con una serie anterior de ellos)
- Conectores consecutivos, que "presentan el miembro del discurso en el que se encuentran como una consecuencia de un miembro anterior": pues, así pues, por tanto, por consiguiente, consiguientemente, consecuentemente, por ende y de ahí); en consecuencia y de resultas (donde el consecuente es un estado de cosas que se produce a partir de otro estado de cosas), así, entonces...
- Conectores contra argumentativos, que "vinculan dos miembros del discurso de tal modo que el segundo se presenta como supresor o atenuador de alguna conclusión que se pudiera obtener del primero": en cambio, por el contrario y por el contrario (que muestran contraste o contradicción entre los miembros vinculados), antes bien (cuyo miembro discursivo comenta el mismo tópico que el miembro anterior), sin embargo, no obstante, con todo, empero, ahora bien y ahora (que introducen conclusiones contrarias a las esperadas de un primer miembro), y eso sí, que "muestra un miembro discursivo que atenúa la fuerza argumentativa del miembro anterior".

Sin embargo, Calsamiglia y Tusón enriquecen la clasificación de Portolés con lo que llaman conectores metatextuales o metadiscursivos de muy variado tipo:
- iniciadores (para empezar, antes que nada, primero que todo)
- distribuidores (por un lado, por otro; por una parte, por otra; estos, aquellos)
- ordenadores (primero, en primer lugar, en segundo lugar)
- de transición (por otro lado/parte; en otro orden de cosas)
- continuativos (pues bien, entonces, en este sentido, el caso es que, a todo esto)
- aditivos (además, igualmente, asimismo)
- digresivos (por cierto, a propósito)
- espacio-temporales: de anterioridad (hasta el momento, más arriba), simultaneidad (al mismo tiempo, a la vez) y posterioridad (más abajo, seguidamente, más adelante)
- conclusivos (en conclusión, en resumen, en suma, en resumidas cuentas)
- finalizadores (en fin, por fin, por último, para terminar, en definitiva).

#### Reformuladores
Son marcadores que presentan el miembro del discurso que introducen como una nueva formulación de un miembro anterior
- Reformuladores explicativos: o sea, es decir,[3] esto es, a saber; en otras palabras, en otros términos, dicho con/en otros términos, (dicho) con otras palabras, dicho de otra manera/modo/forma, etc.[4]
- Reformuladores rectificativos, que "sustituyen un primer miembro, que presentan  como una formulación incorrecta, por otra que la corrige, o al menos la mejora": mejor dicho, mejor aún, más bien y digo -como inciso, menos gramaticalizado-, precedidos de "o" o no.
- Reformuladores de distanciamiento, que "presentan como no relevante un miembro del discurso anterior a aquel que los acoge. Con ellos no se pretende formular de nuevo lo antes dicho, sino mostrar la nueva formulación como aquella que ha de condicionar la prosecución del discurso, al tiempo que se priva de pertinencia el miembro discursivo que le precede": en cualquier caso, en todo caso, de todos modos/maneras/formas, de cualquier modo/manera/forma (menos frecuentes), de cualquier suerte, de todas suertes (arcaicos)...
- Reformuladores recapitulativos, que "presentan su miembro del discurso como una conclusión o recapitulación a partir de un miembro anterior o de una serie de ellos": en suma, en conclusión, en resumen, en síntesis, en resolución; en una palabra, en dos palabras, en pocas palabras -que presentan el miembro como una condensación de miembros anteriores-; en resumidas cuentas, en definitiva y a fin de cuentas, en fin; total -que se usa de dos formas: sea para presentar la exposición antecedente como innecesariamente prolija, sea como operador discursivo para reformular miembros implícitos y reforzar como argumento el miembro discursivo que introduce- ; al fin y al cabo, después de todo (que indican que el miembro en que se encuentran tiene más fuerza argumentativa que otros miembros anteriores antiorientados con él, como algunas veces también en realidad y en el fondo)...

#### Operadores argumentativos
Los operadores argumentativos "son aquellos marcadores que por su significado condicionan las posibilidades argumentativas del miembro del discurso en que se incluyen, pero sin relacionarlo con otro miembro anterior".
- Operadores de refuerzo argumentativo, cuyo "significado consiste esencialmente en reforzar como argumento el miembro del discurso en el que se encuentran”. De este modo, y al tiempo que se refuerza su argumento, se limitan los otros como desencadenantes de posibles conclusiones: en realidad -que distingue a otro argumento como "apariencia"-, en el fondo -que presenta a un argumento con mayor fuerza que otro meramente "posible"-, de hecho -que presenta a un argumento como un hecho cierto, y por lo tanto con más fuerza que otro discutible o probable- etc.
- Operadores de concreción, que "presentan el miembro del discurso que los incluye como una concreción o ejemplo de una expresión más general": por ejemplo, verbigracia, en concreto, en particular, por caso.

#### Marcadores conversacionales
Estos se distinguen de los de la lengua escrita en que a su función 'informativa' o 'transaccional' suman otra función 'interactiva' o 'interaccional' orientada hacia el interlocutor. En la conversación hay, pues, que distinguir 'modalidades' frente a 'contenidos proposicionales', o, en la terminología de los llamados 'actos de habla', la fuerza ilocutiva de los contenidos locutivos. Dos grandes tipos de modalidad establecen los autores:
- La modalidad epistémica, "que se refiere a nociones que guardan relación: a) con la posibilidad o con la necesidad, b) con la evidencia, sobre todo a través de los sentidos; c) con lo oído decir o expresado por otros, etc. Sus marcadores son del tipo de "en efecto, claro, por lo visto..."
- La modalidad deóntica, "que incluye actitudes que tienen que ver con la voluntad o con lo afectivo". Sus marcadores son del tipo de "bueno, bien..."
- De modalidad epistémica -que se usan en enunciados declarativos-
  - Marcadores de evidencia (reforzadores de la aserción  sí  o  no, y algunos  tematizándolos con "que"): claro, desde luego, por supuesto, naturalmente y sin duda -menos gramaticalizado, pues admite variantes como sin duda alguna / ninguna / de ningún género etc.- Otro grupo no puede hacerlo: en efecto, efectivamente...
  - Marcadores orientativos sobre la fuente del mensaje (el hablante presenta el discurso como algo que refleja su propia opinión, o bien referirlo como algo que ha oído decir, que conoce a través de otros y que transmite como una opinión ajena): por lo visto, al parecer, menos gramaticalizado y menos coloquial (tiene las variantes a mi parecer, al parecer de unos y de otros, según parece, a lo que parece...)
- De modalidad deóntica' (reflejan actitudes del hablante relacionadas con la expresión de la voluntad (o de lo afectivo): estos marcadores indican si el hablante acepta, admite consiente en o no lo que se infiere del fragmento de discurso al que remiten, van separados por una pausa más marcada y pueden alternar con otros procedimientos expresivos: los verbos realizativos acepto, consiento, admito, construcciones verbales del estilo de bien está, está bien, bueno está, etc.). Ejemplos: bueno, bien; vale, de acuerdo, conforme, perfectamente, cabalmente, antiguo cabalito, y los hispanoamericanos definitivamente y okey. No son marcadores del discurso expresiones como "venga", "en absoluto", "ni hablar" etc.
  - Enfocadores de alteridad, que apuntan al oyente (hombre, mira, oye) o menos frecuentemente a ambos interlocutores (vamos) y sirven, sí, para comentar el fragmento del discurso al que remiten -para mostrar la actitud del hablante respecto de este- pero sobre todo para señalar el enfoque de las relaciones que mantiene el hablante con el oyente: amistosas, corteses, etc. "Bueno" -en un uso distinto al deóntico y al metadiscursivo, pues sólo sirve para reforzar la imagen positiva del hablante-, "vamos", en similar uso y además para favorecer la comunión de los hablantes en el discurso, "mira", "mire",  "oye", "oiga". También se suelen usar formas verbales en segunda persona: ves, verás, escucha, fíjate, sabes, entiendes, que reflejan signos claros de gramaticalización. Expresiones como ¿no?, ¿verdad?, ¿eh? etc. Por favor en inciso es también un marcador del discurso enfocador de la alteridad muy gramaticalizado.
  - Metadiscursivos conversacionales  trazan el esfuerzo que realizan los hablantes para formular e ir organizando su discurso, como signos de puntuación para el descanso. "Ya", "sí", "bueno", "bien", "eh", "este" -más frecuente en Hispanoamérica- .

### Estudios e Investigaciones
Óscar Loureda Lamas y Esperanza Acín Villa en una extensa publicación (volumen de 746 páginas) coordinan Los estudios sobre marcadores del discurso en español, hoy en la cual se actualizan las investigaciones de los últimos años en torno de los marcadores discursivos. Los distintos trabajos presentan una mirada triple de la temática: retrospectiva, actual y prospectiva de los marcadores del discurso en español. El preámbulo y los doce capítulos, escritos por especialistas consagrados en el tema constituyen una fuente actualizada para estudios académicos. El enfoque interfaz abarca aspectos prosódicos, morfosintácticos, semánticos, textuales, diacrónicos y sincrónicos. Información que permiten ampliar y complejizar las tipologías y clasificaciones.